# Setswana

Anteil der Setswanasprecher in Südafrika (2011)
<20%
20–<40 %
40–<60 %
60–<80 %
80–100 %

Dichte der Setswanasprecher in Südafrika (2011)
<1 Sprecher/km²
1–3 Sprecher/km²
3–10 Sprecher/km²
10–30 Sprecher/km²
30–100 Sprecher/km²
100–300 Sprecher/km²
300–1000 Sprecher/km²
1000–3000 Sprecher/km²
>3000 Sprecher/km²

Verteilung des SeTswana als Muttersprache in Namibia (2011)
1%
1–5,99 %
6–10,99 %
11–20,99 %
21–30,99 %
31–49,99 %
50–75,99 %
76–90 %
90%

Setswana oder Setschuana (auch Tswana oder SeTswana) ist eine in Botswana (Muttersprache von 90 Prozent der Bevölkerung) und Südafrika (9,21 Prozent der über 15-jährigen Bevölkerung, Stand 2015) – hier besonders in der Provinz Nordwest – verbreitete Sprache und in Namibia (0,3 Prozent der Einwohner, d. h. etwa 12.000 Personen, sprechen Setswana als Muttersprache) sowie Simbabwe örtlich anzutreffende Bantusprache.

## Geschichte und Zugehörigkeit
Sie ist die ursprüngliche Sprache der Ethnie der Batswana. Setswana zählt zu den Sotho-Tswana-Sprachen und ist damit eng verwandt mit dem Sepedi (Nord-Sotho) und Sesotho (Süd-Sotho). In Botswana ist die Sprache Pflichtfach an den Schulen.
Anfang des 20. Jahrhunderts wurde Setswana als erste Sotho-Sprache verschriftlicht. Zuerst beschrieben wurde sie 1806 von Heinrich Liechtenstein in seinem Bericht über die Sprache der Beetjuana. Die ersten in Setswana geschriebenen Bücher waren das Lukasevangelium (1830), das Neue (1840) und später das Alte Testament (1857), beide im Auftrag der London Missionary Society von Robert Moffat übersetzt und in London 1842 und 1872 gedruckt.
In den 1990er Jahren wurde Setswana Amtssprache auch in Südafrika.

## Synonyme
Teils veraltete Synonyme für Setswana sind Tswana, Chuana, Sechuana, Beetjuans, Betschuanen, Coana, Cuana.

## Aussprache
Die Buchstaben werden mehr oder weniger wie im Deutschen ausgesprochen, mit Ausnahme des g, das wie ch in Loch klingt und j, das gleich wie im Englischen ausgesprochen wird. Der Buchstabe š wird wie deutsches sch ausgesprochen. Die Klicklaute c, q und x sowie die Buchstaben v und z kommen nur in Fremdwörtern, etwa aus dem Süd-Ndebele oder isiZulu, vor.

## Beispiele
- ke – ich
- o – du/Sie
- o – er/sie
- re – wir
- le – ihr
- ba – sie (pl.)

- Dumela – Hallo
- Le kae? – Wie geht’s?
- O tsogile jang? – Wie geht’s? (formal)
- Ke teng, wena? – Mir geht’s gut, und dir?
- Ke tsogile sentle. Mir geht es gut. (formal)
- Tsamaya sentle – Geh gut. (Verabschiedung, wenn der Angesprochene geht)
- Sala Sentle – Bleib gut. (Verabschiedung, wenn man selbst geht)

- Ke itumetse – Danke (formal)
- Ke a leboga – Danke (umgangssprachlich)
- Tswee tswee – Bitte

- ee – ja
- nnyaa – nein

- Ke lapile. – Ich bin müde.
- Boroko. – Gute Nacht
- Robala sentle. – Schlaf gut.
- Ditoro tse monate. – Träum was Schönes.

- O robetse jang? – Wie hast du geschlafen?
- O robetse kae? – Wo hast du geschlafen?
- O kae? – Wo bist du?

- Ke go tlhologeletse. – Ich vermisse dich.
- Ke rata … - Ich mag …
- Ke a go rata – Ich liebe dich.

- O batla eng? – Was hättest du gerne?
- Ke batla metsi. – Ich möchte Wasser.
- Ke bo kae? – Wie viel kostet das?

- Leina la gago ke mang? – Wie heißt du?
- Leina la me ke … - Ich heiße …
- O tswa kae? – Wo kommst du her?
- Ke tswa kwa Germany. – Ich komme aus Deutschland.

- Ke nyorilwe. – Ich habe Durst.
- Ke tshwere ke tlala. – Ich habe Hunger.
- Ke itumetse. – Ich bin glücklich.

- A o bua Setswana? – Sprichst du Setswana?
- Ke bua Setswana ga nyane. – Ich spreche ein bisschen Setswana.